# Jarosław Gruzla
Jarosław Mariusz Gruzla (ur. 29 września 1966 w Świdnicy) – poeta, pedagog, historyk, terapeuta regresingu.

## Życiorys
Studiował w Wyższej Szkole Pedagogicznej w Opolu oraz na Uniwersytecie Wrocławskim, gdzie uzyskał magisterium z historii.
Literacko debiutował w 1997 roku w Arytmii. Laureat konkursów literackich, m.in. Konkursu Poetyckiego Czasu Kultury (Poznań 1998) oraz Ogólnopolskiego Konkursu Poetyckiego im. Michała Kajki (Orzysz-Pranie 2005).
Publikował w czasopismach krajowych (Odra, Studium, Topos, Czas Kultury, Borussia, Pracownia, Nowa Okolica Poetów) i paryskim Recogito. Jego wiersze znalazły się w antologiach i almanachach poetyckich, m.in. w Antologii nowej poezji polskiej 1990–1999 (Kraków 2000).
Związany z II Liceum Ogólnokształcącym im. Kazimierza Jagiellończyka w Elblągu.
Współzałożyciel inicjatyw artystyczno-literackich:
- Pisma Literackiego Arytmia (w redakcji w latach 1997–1998), Świdnica
- Stowarzyszenia Elbląski Klub Autorów (w Zarządzie SEKA w latach 2000–2006).

## Zbiory wierszy
- Kolej transsyberyjska, Biblioteka Arytmii, Świdnica 1997
- Smak teraz, Biblioteka SEKA, Elbląg 2003 (Nagroda Literacka Elbląski Rękopis Roku 2002)
- Wersety o Nieograniczoności, Wydawnictwo MINIATURA, Kraków 2010

## Konkursy literackie
Jest laureatem wielu konkursów literackich, m.in.:
- Konkursu Poetyckiego „O Laur Kosmicznego Koperka” (wyróżnienie – Nowa Ruda, Noworudzki Klub Literacki Ogma 1997)
- Konkurs Literacki Świdnickiego Stowarzyszenia Literackiego LOGOS (I nagroda – 1997 i III nagroda – 1998 Świdnica, Miejska Biblioteka Publiczna)
- Konkurs Literacki „O Nagrodę Skrzydła  Ikara” (wyróżnienie – Katowice, Górnośląskie Towarzystwo Literackie 1997)
- Konkurs Literacki „Krajobrazy Słowa” (wyróżnienie – Kędzierzyn-Koźle, Miejska Biblioteka Publiczna 1998)
- Konkurs Poetycki „O Herb Grodu” (I nagroda – Chrzanów, Grupa Twórcza CUMULUS 1998)
- Konkurs Literacki „O Laur Klemensa Janickiego” (wyróżnienie – Poznań, Centrum Kultury ZAMEK 1998)
- Konkurs Poetycki „Czasu Kultury” (I nagroda – Poznań, Redakcja Pisma Kulturalnego CZAS KULTURY 1998)
- Konkurs Poetycki „Kiedy Ty mówisz Odra” (wyróżnienie – Wrocław, Klub Muzyki i Literatury 1998)
- Konkurs Literacki „O Laur Liścia Akantu” (I nagroda – Olsztyn, Teatr im. Stefana Jaracza 1998)
- Konkurs Literacki „O kielich Bachusa” (III nagroda – Katowice, Stowarzyszenie Teatralne i Teatr GuGalander 1999)
- Konkurs Literacki im. Stanisława Grochowiaka (III nagroda – Leszno, Miejska Biblioteka Publiczna im. S. Grochowiaka 1998)
- Turniej Jednego Wiersza „O Laur Dojrzały” (I nagroda – Elbląg, Biblioteka Elbląska im. C.K. Norwida 1999, 2000 i 2001) i  II nagroda (2003)
- Konkurs Literacki „O laur Zielonego Liścia” (III nagroda – Ostróda,  Robotnicze Stowarzyszenie Twórców Kultury 2000)
- Konkurs Literacki pn. „Przeplataj słowem serca ludzi” (II nagroda – Świdnica, Biblioteka Pedagogiczna 2001
- Konkurs Literacki„Pomorskie Klimaty” (wyróżnienie – Koszalin, Związek Nauczycielstwa Polskiego 2001)
- Konkurs Literacki im. Mieczysława Stryjewskiego (I nagroda – Lębork, Stowarzyszenie Kaszubsko-Pomorskie 2001)
- Turniej Poetycki im. Tadeusza Nowaka (II nagroda – Tarnów, Redakcja Pisma Kulturalnego INTUICJE PRZYDROŻNE 2001)
- Konkurs Literacki Fundacji Elbląg,  kategoria: Elbląski Rękopis Roku`2002 (nagroda główna – Elbląg 2003)
- Konkurs Poetycki im. Michała Kajki (III nagroda – Orzysz, Muzeum Michała Kajki w Ogródku – Oddział Muzeum K.I. Gałczyńskiego w Praniu 2005)
- Konkurs Poetycki im. Marka Garbali (wyróżnienie – Zielona Góra, Akademia Twórczych Poszukiwań 2005)
- Konkurs Poetycki pn. „Jak iść…” (II nagroda – Jawor, Jaworski Ośrodek Kultury 2005)
- Konkurs Poetycki im. Józefa Łobodowskiego (III nagroda – Lublin, Związek Literatów Polskich 2005)
- Konkurs Poetycki i Eseistyczny pn. „Bliżej Nieskończonego” (wyróżnienie – Poznań, Duszpasterstwo Stowarzyszeń Twórczych Archidiecezji Poznańskiej 2006)
- Jego tom poetycki Smak teraz został nagrodzony i wydany w pierwszej edycji Konkursu Literackiego Fundacji Elbląg w kategorii „Elbląski Rękopis Roku 2002” (2003)
- Otrzymał również wyróżnienie w czwartej edycji Konkursu Literackiego Fundacji Elbląg w kategorii „Elbląski Rękopis Roku 2006” za Magia naturalis